# Bhagavad Gita

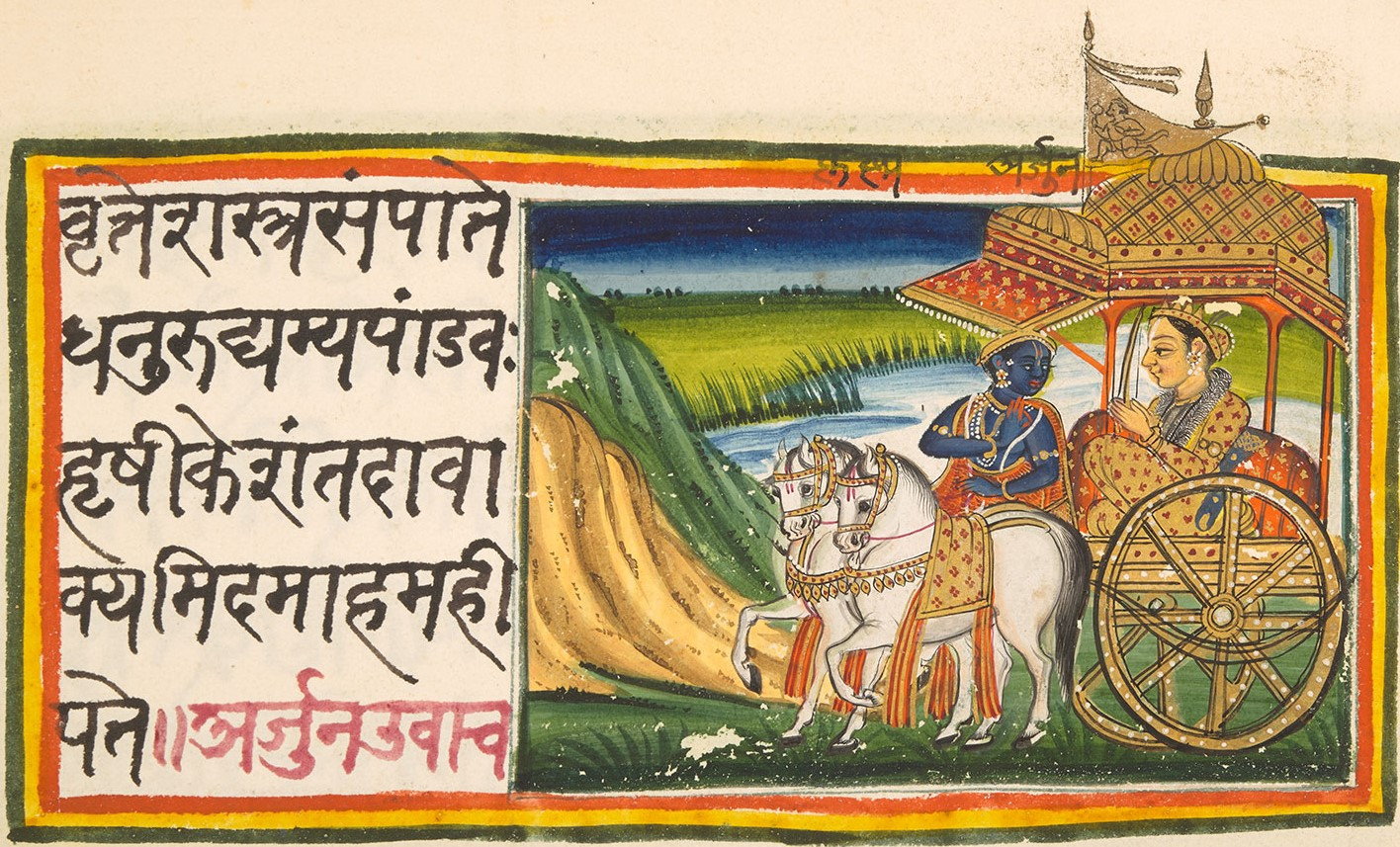
Secvență din Gita cu Krishna și Arjuna, ilustrație de secol XIX.

Bhagavad Gita (în limba sanscrită: भगवद्‌गीता - Bhagavad Gītā, "Cântarea lui Dumnezeu" sau "Cântecul divin") cunoscută și sub denumirea de Gita (Cântarea) este un vechi text epic religios sanscrit. Ea cuprinde 700 de versete (sau 701 după unele recenzii) grupate în 18 capitole ce reprezintă de fapt o secțiune din epopeea Mahabharata (Bhishma Parva capitolele 25 – 42). Importanța acestui text este fundamentală pentru mulți hinduși, în mod special pentru adoratorii lui Vishnu.

## Originea textului
Krishna, așa cum îl numește autorul Bhagavad Gita ca Bhagavan (cel divin) și chiar versurile însele folosesc stilul sanscrit (metrul sanscrit - chandas cu sinonime și metafore). Lucrarea este scrisă într-o formă poetică, permițând cântatul ei tradițional; de aici și titlul care se traduce "Cântecul celui divin". Bhagavad Gita este venerată ca fiind sacră de către marea majoritate a tradițiilor hinduse și în special de așa-numiții adepți ai lui Krishna. În vorbirea curentă este citată ca "Gita".
Textul reprezintă evocarea conversației dintre Domnul Krishna - marea întrupare divină, și prințul Arjuna, ce are loc chiar in mijlocul câmpului de bătălie înainte de începerea Războiului Kurukshetra, de o parte și de alta aflându-se cele două armate gata de luptă.
Răspunzând confuziei si dilemelor morale ale lui Arjuna în legătură cu o luptă în care se confruntau veri, rude si prieteni pentru a obține conducerea Imperiului, Domnul Krishna îi explică lui Arjuna ce datorii are ca prinț și războinic, explicație ce face referire la marile doctrine spirituale hinduse: Yoga, Samkhya, Reîncarnare, Eliberare (moksha), Karma yoga, JnanaYoga și altele.

## Considerații religioase și filozofice
Bhagavad-Gita este împărțită în 18 capitole și este considerată ca făcând parte din categoria Upanishadelor (Smriti- text ce este considerat a fi o scriptură) și totodată un mesaj direct de la Dumnezeu (Śruti- text sacru revelat).
Sfinți sau filozofi hinduși clasici, precum Shankara, Ramanuja, Madhva dar și contemporani, precum Sri Aurobindo, Swami Shivananda, Paramahansa Yogananda sau Mahatma Gandhi, au lăsat comentarii ale textului ce reprezintă pentru  Hinduism ceea ce Noul Testament reprezintă pentru creștinism, unde Vedele ar putea sa țină locul Vechiului Testament în această comparație. Această comparație poate fi susținută și de volumele întregi dedicate asemănării dintre cele mai mari doua întrupări divine (avatari), pe care umanitatea îi cunoaște, Krishna și Hristos. Astfel, unul din punctele comune este că cei doi avatari au lăsat o moștenire spirituală ce conține indicații precise asupra modului în care Umanitatea trebuie să se raporteze la unicul Dumnezeu și Creator: Brahman sau Tatăl.
Deși Krishna este considerat a fi intruparea marelui zeu Vishnu, al doilea personaj al trinității hinduse (Trimurti), totuși credincioșii consideră textul Gitei ca fiind mesaj direct de la Dumnezeu cel unic sau Brahman. Aceasta asemănare de discurs între Krishna si Hristos poate fi ușor observată mai ales in pasaje precum cele de mai jos:
"Eu sunt Tatăl acestei lumi, Muma, orânduitorul, străbunul, ceea ce trebuie cunoscut, mijlocul de purificare, silaba sacră OM, Rik, Saman si Yajus (Vedele),
Calea, Susținătorul, stăpânul, martorul, popasul, sălașul, prietenul, începutul si nimicirea [lumii], locul, așezarea, sămânța, Cel Neclintit.
Eu dau căldura, opresc si dau drumul ploilor; eu sunt nemurirea și moartea, și tot eu sunt, o Arjuna, Ființa si Neființa." (Bhagavad-gita, ca.p IX, 17-19 - în trad. lui Sergiu Al-George)
"În India, Bhagavad-gita este considerată cu mare venerație, fiind trecută in rândul Upanishadelor (titlul său complet fiind Bhagavad-gita-upanishadah), deși este lipsită de nota esoterică a acestora. După editarea sa in 1809 la Calcutta si traducerea in engleză și in diverse limbi moderne indiene, Gita - așa cum i se spune prescurtat în India - a cunoscut o mare faimă, devenind cartea de căpătâi a fiecărui indian cultivat" (Sergiu Al George - Bhagavad-Gita - Introducere).

## Autorul
Lucrarea, redactată în ritmul și stilul metrului sanscrit (chandas) cu numeroase metafore și comparații, este poetică; de aici și titlul, care se traduce prin "Cântecul Celui Divin". Bhagavad Gita este socotită sacră de majoritatea tradițiilor hinduse. Autorul acestei scripturi nu este cunoscut, cronologia textului rămânând în continuare un subiect de dezbatere. Radhakrishnan, reprezentant al punctului de vedere tradițional indian, îi acordă chiar cinci secole înaintea creștinismului (aprox. sec. V î.Hr), recunoscând totuși posibilitatea unor remanieri ulterioare; R.G. Bhandarkar nu o consideră mai veche decât secolul al II-lea d.Hr; restul istoricilor se înscriu cu toții între aceste limite extreme. În orice caz, conținutul textului se leagă de brahmanismul hinduizant, căruia i se poate stabili un început în secolul al V-lea î.Hr.
Totuși, mulți exegeți recunosc in Bhagavad-Gita influența soteriologică a marilor doctrine religioase de la poalele Himalayei- Budism, Jainism, Samkhya și Yoga, considerându-se că este opera mai multor autori. Dar, ținând cont de faptul că face parte din marea epopee Mahabharata ce îi este atribuită marelui înțelept și sfânt antic Vyasa.
Orientalistul Sergiu Al-George (1922-1981) în Introducerea la traducerea în limba română spune: 
"Bhagavad-Gita este un poem filozofic, țesut pe tema unui episod al marii epopei Mahabharata, în care ocupa capitolele 25-42 din cartea a VI-a (Bhisma-parvan), și ca atare este atribuit lui Vyasa, autorul mitic al întregii epopei."

## Traduceri în limba română
- Mihălcescu, Ioan (1932). Bhagavad-Gita. Poemă indiană (PDF). Tipografia cărților bisericești.
- Bhagavad Gītā, Editura Nagard, Traducere din limba sanskrită, introducere, note de subsol cu comentarii și interpretări, glosar, Lucian D, 2012.
- Bhagavad-Gītā, Ediția a II-a, Ediție bilingvă realizată de Vlad Șovărel, Traducere din limba sanskrită notă introductivă, comentarii și note, index sanskrit și index de nume: Sergiu Al-George, Editura Herald, Colecția Cărți Fundamentale, București, 2011, 240 p., ISBN 978-973-111-198-8
- Bhagavad-Gītā, Ediția a doua, Editura Bhaktivedanta Book Trust International, Traducere din limba engleză, comtarii de A. C. Bhaktivedanta Swami Prabhupada, 2007, ISBN 978-1-84599-053-4